# Терехов, Николай Акинфович
Николай Акинфович Терехов (Екатеринбург, Пермская губерния — 1 декабря 1913, Екатеринбург, Пермская губерния) — российский фотограф из Екатеринбурга, брат Ивана Терехова.

## Биография
Николай Акинфович предположительно родился в 1835 году в Екатеринбурге Пермской губернии в мещанской семье. Его брат будущий фотограф Иван Терехов.
Являлся членом c 1884 года, почётным членом с 1908 года УОЛЕ. Передал в собрание музея УОЛЕ подборку фотографий известных екатеринбуржцев (О. Е. Клера, Н. А. Русских, Р. Г. Миквица, И. А. Терехова) и с видами «географического столба, поставленного на площади у костела Метеорологической комиссией Общества в 1876—1877 года». Являлся членом правления Екатеринбургского окружного императорского российского общества спасания на водах с 1911 года.
Николай Акинфович умер 1 декабря 1913 года в Екатеринбурге, и был похоронен на Ивановском кладбище рядом с супругой Антонидой Андреевной, умершей 19 июля 1909 года.

## «Фотограф Н. А. Тереховъ»
27 ноября 1879 года мещанин Николай Терехов получил от Пермского губернского правления разрешение открыть во всех местностях Пермской губернии фотографическое заведение. После смерти своего брата 18 марта 1880 года возглавил его дело, переименовав фотомастерскую в «Фотограф Н. А. Тереховъ». Фотографическое ателье Н. Терехова переехало с Главного проспекта дом 8 в дом Мичуриной по улице Береговая-Механическая близ Городского училища. С 1 августа 1885 года фотомастерская переехала в собственный дом по адресу улица Театральная, 21 (ныне располагается УралГАХА).
По некоторым данным в 1883 году у Николая Терехова учеником работал Вениамин Метенков.
В газете «Екатеринбургская неделя» за 1891 год о фотографе Терехове сказано, что «работы, выпущенные из заведения этого фотографа безукоризненны: мягкость полутонов, отсутствие контрастности, чистота отделки, изящество и вкус при группировке не оставляют желать лучшего».

## «Фотограф Н. Тереховъ и Сынъ»
В 1910 году фотомастерская была переименована в «Фотограф Н. Тереховъ и Сынъ». Традиционный заказной портрет в данной мастерской считался лучшим в городе. Фотография по Вознесенскому проспекту № 24 числится за екатеринбургским мещанином Николаем Акинфовичем Тереховым и в 1913 году.

## «Фотографъ Г. Н. Тереховъ»
С 30 сентября 1913 года владельцем фотомастерской стал сын Георгий. Николая Акинфович скончался 1 декабря 1913 года и фотомастерская была переименована в «Фотографъ Г. Н. Тереховъ». В июле 1914 года Георгий Николаевич уже самостоятельно снимал приезд в Нижний Тагил Елизаветы Фёдоровны. Являлся членом УОЛЕ с 1910 года. В 1914 году Георгий передал в качестве взноса в УОЛЕ увеличенные портреты почётных членов УОЛЕ А. С. Ермолова, Н. А. Терехова, альбом Н. А. Терехова из 35 видов горы Благодати, снятый в 1878 году.
В 1916 году, во время Первой мировой войны, Георгий Николаевич добровольцем уехал сражаться против немцев во Францию и никогда больше не возвращался в родной город.

## «Фотография Терехова (бывш)»
После революции Фотография Терехова продолжила работу. Известен снимок «Служащие Верх-Исетского завода», датируемый 31 мая 1924 года.

## Награды
За свои достижения неоднократно получал награды:
- 1887 — малая серебряная медаль на Сибирско-Уральской научно-промышленной выставке;
- 1888 — диплом на Копенгагенской выставке[англ.];
- 1905 — золотая медаль, почётный крест и диплом на Брюссельской выставке.
- потомственный почётный гражданин.

## Работы
- 3 снимка Шарташских каменных палаток, опубликованные в «Записках Императорского Русского археологического общества» за 1896 год[17].

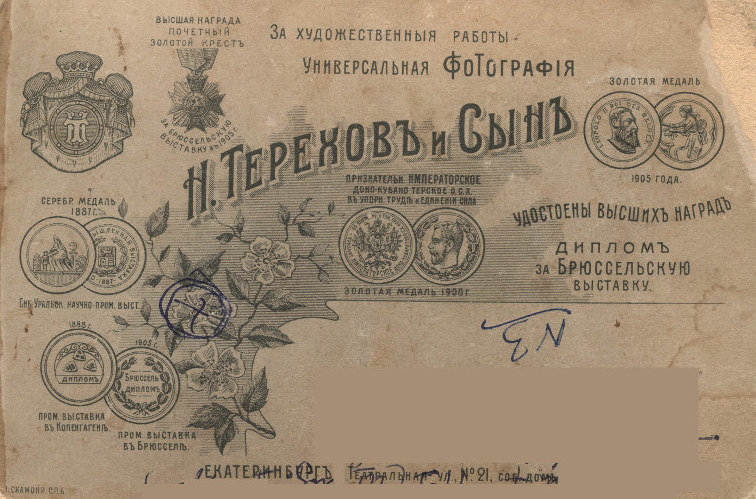
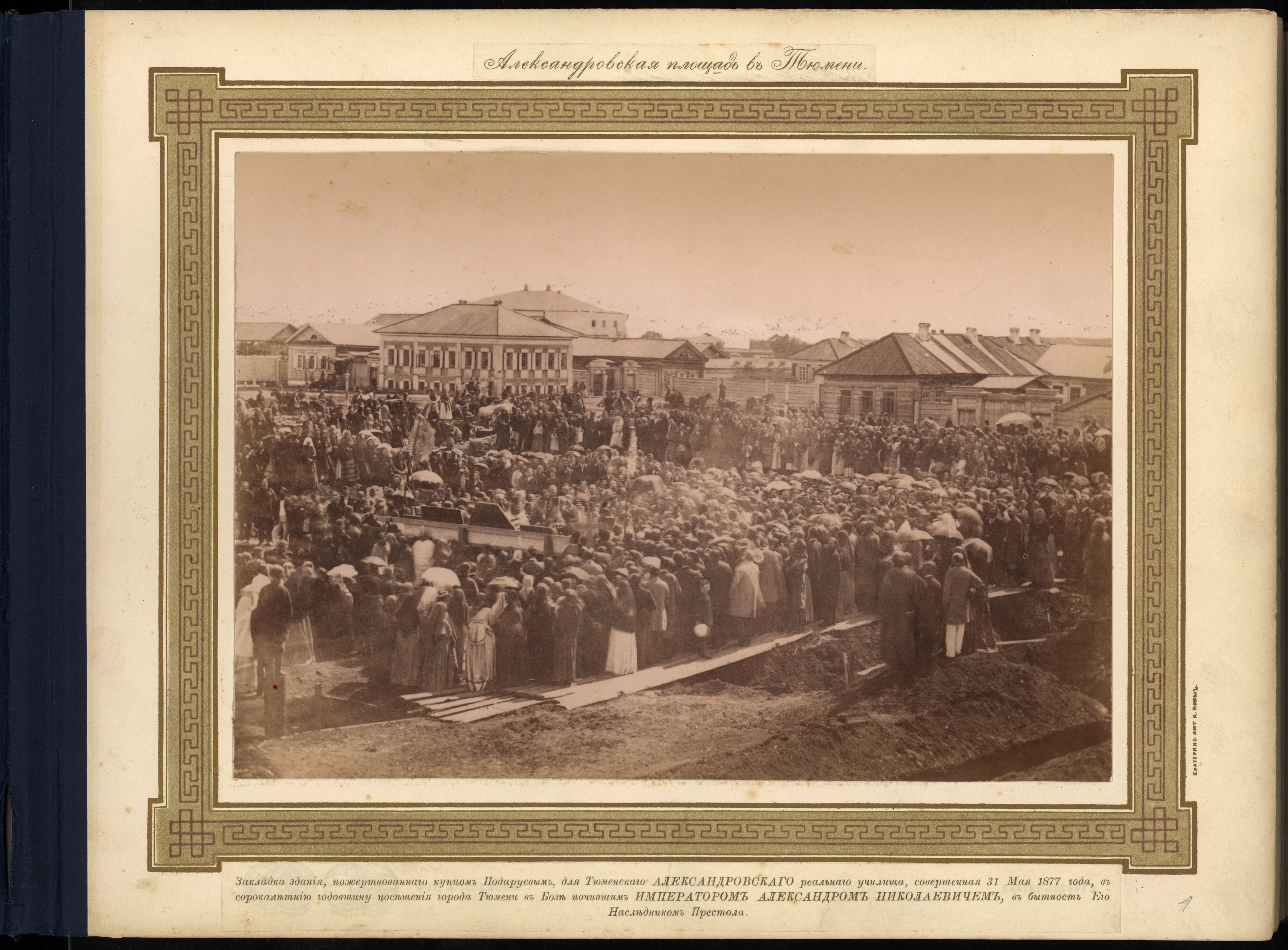
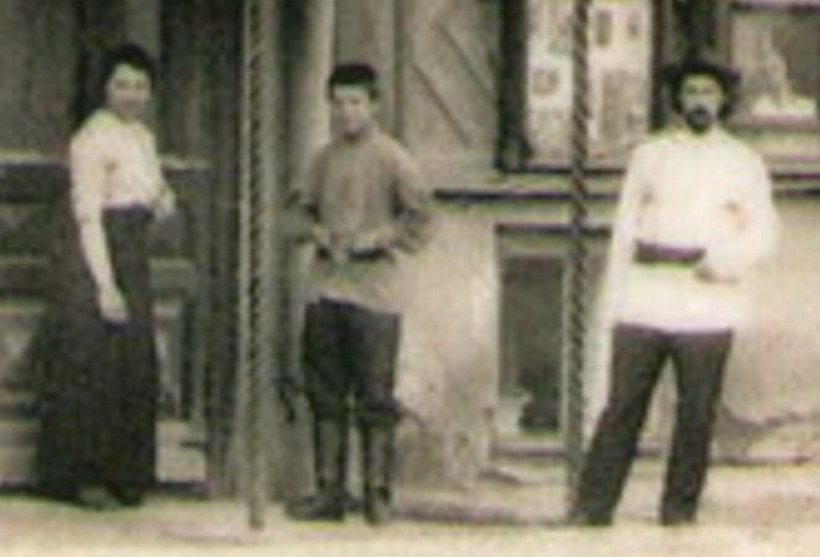